# 菲利普·皮內爾
菲利普·皮內爾（Philippe Pinel 法語：[pinɛl]；1745年4月20日—1826年10月）是一位法國神經病學家，以提出關懷精神病人，即使用道德療法而著稱，是這一領域內的先驅性人物。他對精神分類的定立和發展也有重大貢獻，因而有時會被稱作“現代精神病學之父”。1809年他記錄下早發性癡呆或精神分裂症的最早案例，但一般埃米爾·克雷佩林才被當做是第一個將其概念化的人。

## 外部連結
- 维基共享资源上的相關多媒體資源：菲利普·皮內爾